# Rubem da Silva Bento
Rubem da Silva Bento, mais conhecido como Rubem Bento, (Bacabal, 5 de junho de 1942) é um bancário, contabilista e político brasileiro, outrora deputado federal por Roraima.

## Dados biográficos
Filho de Rubens de Sousa Bento e Maria Lídia da Silva Bento. Contabilista formado em 1961 pela Escola Técnica Sólon de Lucena, em Manaus, assumiu uma diretoria no Banco do Estado de Roraima no governo Ottomar Pinto em 1979, alternando essa posição com a de diretor da Companhia de Desenvolvimento de Roraima durante nove anos. Bancário, estreou na política em 1985 como secretário-geral do PFL em Roraima e neste partido foi eleito vereador em Boa Vista em 1988, mesmo ano onde seu irmão, Barac Bento, venceu a eleição para prefeito da capital roraimense. Eleito deputado federal em 1990, votou a favor do impeachment de Fernando Collor em 1992, não se candidatando a reeleição no pleito seguinte.
Após deixar a Câmara dos Deputados, disputou três eleições para vereador na capital de Roraima, sendo eleito pelo PFL em 2000.